# 내부해 (최적화)
내부해(영어: interior solution)는 모서리해가 아닌 해를 말한다. 즉, 소비자 균형점이 모서리가 아닌 예산선의 중심에 위치하게 되는 해 또는 두 재화 모두 소비가 양인 경우를 뜻한다.

## 참고자료
- 윤산, 김 (2015). “제 3장 시장구조와 시장모형” (PDF).